# Městský park (Chrudim)
Městský park v okresním městě Chrudim založený v druhé polovině 19. století se nalézá na severozápadním okraji města. Park je od 27. června 2023 spolu s památkami na 1. krajinskou hospodářsko průmyslovou výstavu z roku 1881 (replika původního dřevěného pavilonu z roku 2001 a maurský pavilon) chráněn jako nemovitá kulturní památka ČR.
V městském parku je umístěna i další chrudimská nemovitá kulturní památka - socha múzy Kalliopé od sochaře Bohuslava Schnircha.

## Historie
Založení městského parku souvisí s vybudováním ležáckých sklepů a restaurace Na Sklepích v roce 1864, kdy bylo v následujícím roce provedeno prvotní vysázení stromů na místě dnešního parku. Tyto stromy však byly v roce 1866 zničeny pruským vojskem.
Za vlastní vznik parku se proto považují roky 1875 - 1876, kdy jej podle návrhu knížecího zahradníka Švarce z Heřmanova Městce provedl chrudimský zahradník František Lavička.
Výraznou proměnou prošel park v roce 1878, kdy byl rozšířen východním směrem dle návrhu vrchního zahradníka královského města Prahy Františka Thomayera. Rovněž byl park upraven před pořádáním 1. krajinské hospodářsko-průmyslové výstavy, jež se zde konala 14. až 28. srpna roku 1881. Pro výstavu vzniklo 15 pavilónů, z nichž se dodnes dochoval pavilón Horního úřadu Lukavice (Tzv. Maurský pavilon) a v roce 2001 byla vytvořena replika původního dřevěného altánu určeného pro odpočinek návštěvníků výstavy.
Městský park od května 1904 doplňovala menší zoologická zahrada, tzv. ptáčnice a ohrada s několika zástupci srnčí zvěře. V druhé polovině 20. století se v parku realizovaly hlavně nekoncepční výsadby jehličnanů.
V roce 2007 byla provedena revitalizace parku na základě projektové dokumentace ateliéru Ing. Drahoslava Šonského, CSc., kdy byly odstraněny i nekoncepční výsadby jehličnanů.

## Galerie

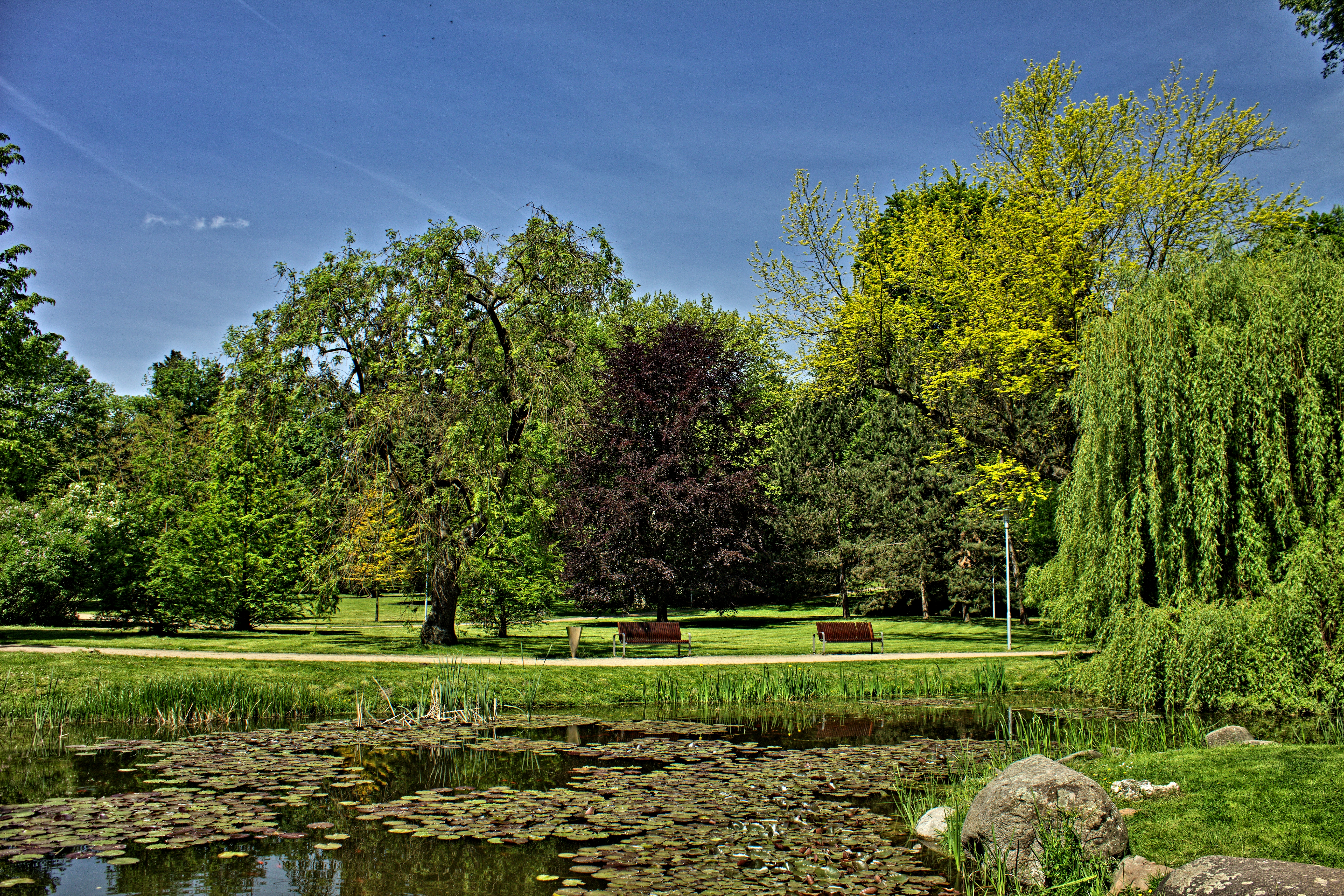
městský park v Chrudimi
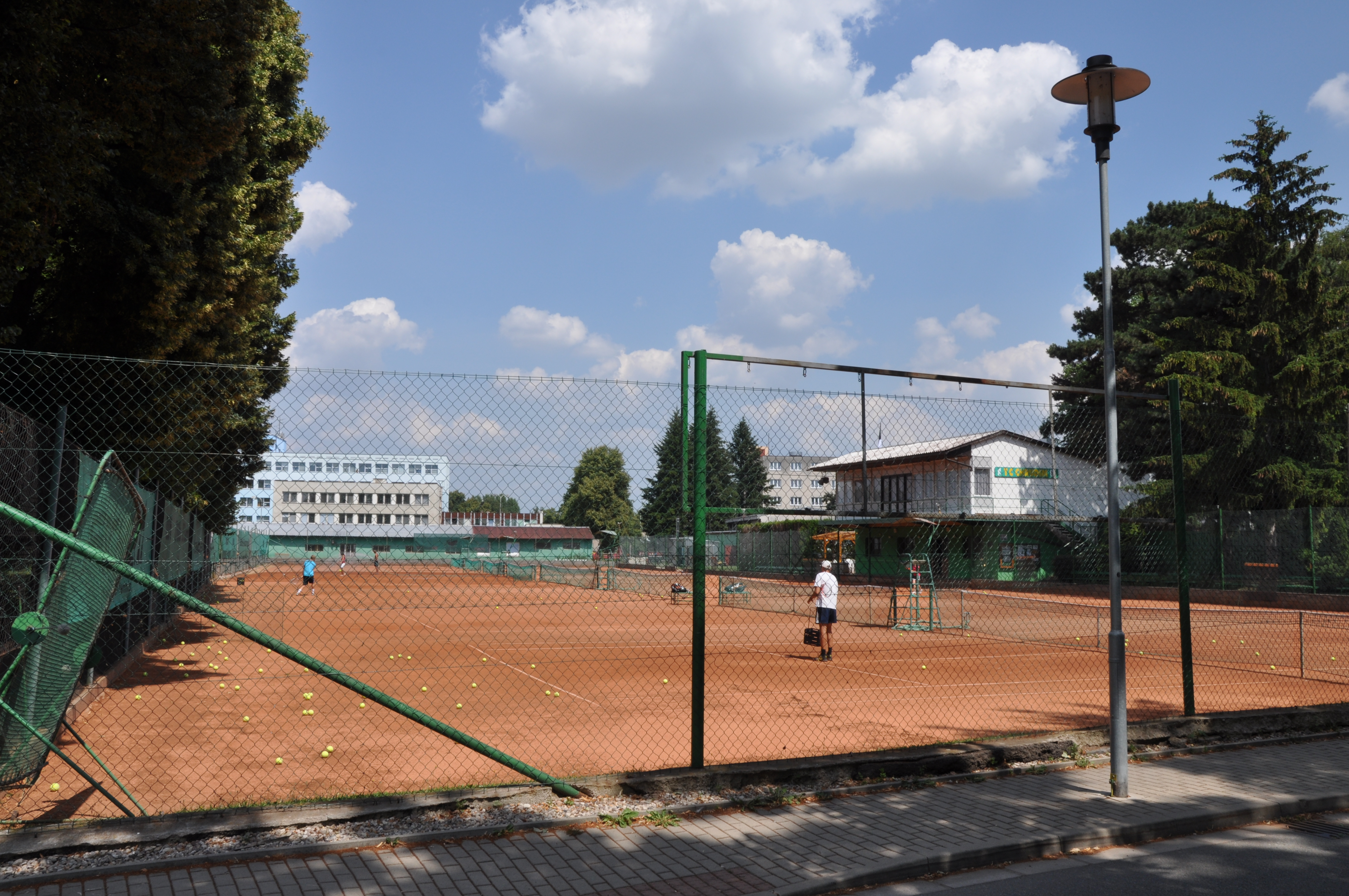
tenisové kurty u městského parku v Chrudimi
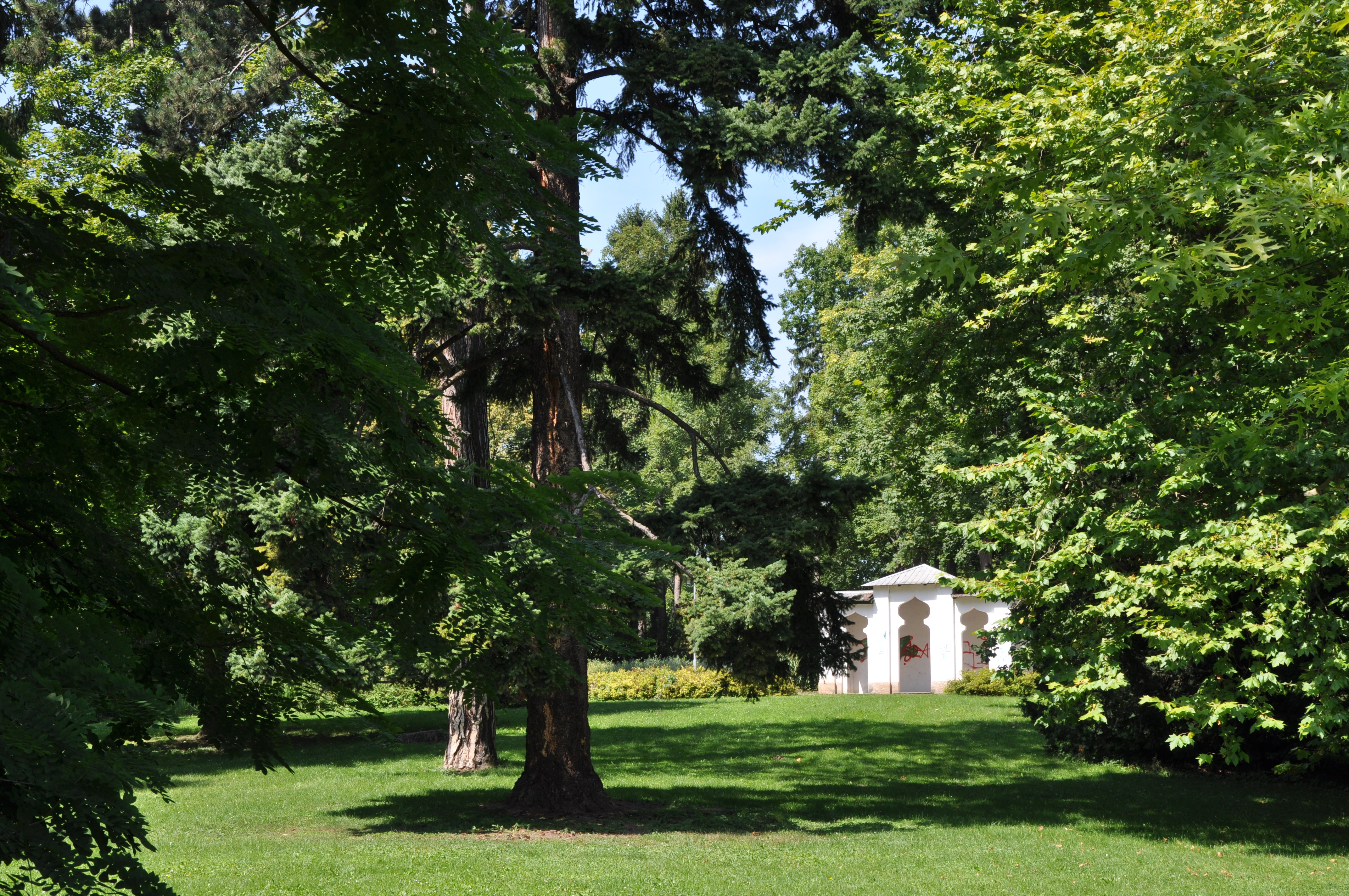
městský park v Chrudimi - pohled k Maurskému pavilonu
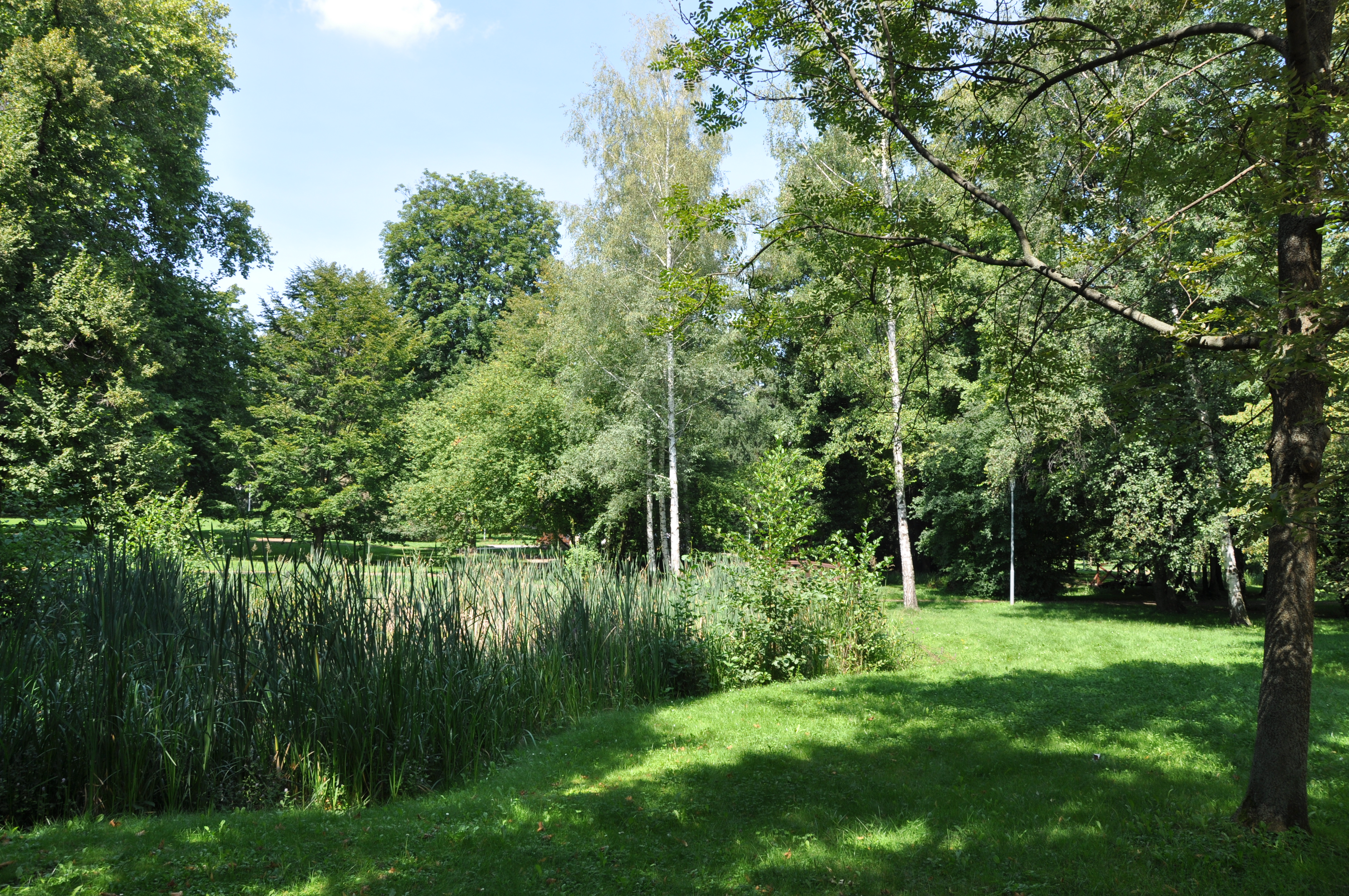
městský park v Chrudimi - jezírko